# Aradus intectus
Aradus intectus är en insektsart som beskrevs av Parshley 1921. Aradus intectus ingår i släktet Aradus och familjen barkskinnbaggar. Inga underarter finns listade i Catalogue of Life.